# Паоло Альберто Фаччіні
Паоло Альберто Фаччіні (італ. Paolo Alberto Faccini, нар. 22 січня 1961, Верона) — італійський футболіст, що грав на позиції нападника за низку італійських клубних команд, зокрема за «Рому», у складі якої — володар Кубка Італії і чемпіон країни. 

## Ігрова кар'єра
1978 року отримав свій перший професійний контракт із «Ромою», проте перший досвід виступів на дорослому рівні отримував граючи у сезоні 1979/80 в оренді за «Ночеріну».
Повернувшись до столичного клубу, почав отримувати ігрову практику у його головній команді і допоміг їй вибороти Кубок Італії в розіграші 1980/81. За два роки, у сезоні 1982/83, так і не закріпившись в основному складі «Роми», став із нею чемпіоном Італії.
Влітку того ж 1983 року перейшов до друголігового «Самбенедеттезе», де непогано себе проявив і заробив перехід до «Авелліно», на той час середняка елітної Серії А. У цій команді протягом сезону взяв участь у 15 іграх в елітному дивізіоні, довівши свою статистику виступів у Серії А до 29 матчів і 5 забитих голів.
1985 року новою командою нападника стала «Перуджа», і відтоді він продовжив кар'єру на рівні другого і нижчих італійських дивізіонів, встигнувши протягом наступного десятиріччя пограти за «Пізу», «Самбенедеттезе», «Парму», «Падову», «Палермо», «Баракка Луго» та «Спецію».
Завершував ігрову кар'єру у команді «Л'Аквіла», за яку виступав протягом 1993—1994 років на рівні четвертого дивізіону італійської футбольної першості.

## Титули і досягнення
- Володар Кубка Італії (1):

«Рома»: 1980-1981
- Чемпіон Італії (1):

«Рома»: 1982-1983